# Ludovico Fossali
Ludovico Fossali (Trento, 21 de mayo de 1997) es un deportista italiano que compite en escalada.
Ganó una medalla de oro en el Campeonato Mundial de Escalada de 2019 y una medalla de oro en el Campeonato Europeo de Escalada de 2024, ambas en la prueba de velocidad.

## Palmarés internacional
| Campeonato Mundial | Campeonato Mundial | Campeonato Mundial | Campeonato Mundial |
| Año                | Lugar              | Medalla            | Prueba             |
| ------------------ | ------------------ | ------------------ | ------------------ |
| 2019               | Hachioji (Japón)   | Medalla de oro     | Velocidad          |
| Campeonato Europeo |                    |                    |                    |
| Año                | Lugar              | Medalla            | Prueba             |
| 2024               | Villars (Suiza)    | Medalla de oro     | Velocidad          |